# WQVGA
WQVGA  (или 240p) — (англ. Wide Quarter Video Graphics Array) — стандарт мониторов и видеоадаптеров, имеющий одинаковую с QVGA высоту в пикселях, но разную ширину. Для дисплеев с пропорцией с 8:5 количество пикселей по ширине равно 384, 400 для 5:3 и 432 для 9:5. Как и у стандарта WVGA, соотношение сторон N:9 (где N — количество пикселей в высоту) не практично, потому что 240 / 9 — дробное число. WQVGA также используется для описания дисплеев, у которых кол-во пикселей в высоту отлично от 240, например HD1080-совместимые дисплеи с 270 или 272 пикселей. Тогда берется значение равное ближайшему значению такого у QVGA.